# Johann Georg Tralles
Johann Georg Tralles, né le 15 octobre 1763 à Hambourg et mort le 19 novembre 1822 à Londres, est un mathématicien, physicien et géodésien allemand.

## Biographie
De 1783 à 1785, il étudie les mathématiques à l’Université de Göttingen. En 1785, il est nommé professeur ordinaire de mathématiques et physique à la haute école de Berne, où il enseigne jusqu’en 1803. Il est un des membres fondateurs de la Société des sciences naturelles de Berne. En 1788, il se rend à Côme pour s’informer des découvertes d’Alessandro Volta,,.
Durant son séjour en Suisse, Tralles s’intéresse à la géodésie. Il effectue la triangulation de l’Oberland bernois, puis de l’ensemble du canton de Berne. En 1791 et 1797, il mesure avec son élève Ferdinand Rudolf Hassler la base du Grand-Marais près d’Aarberg. Ces travaux lui valent d’être désigné comme représentant de la République helvétique au comité scientifique international réuni à Paris de 1798 à 1799 pour déterminer la longueur du mètre,,,,,.
En 1803, Tralles démissionne de son poste à l’Académie de Berne et s’installe à Neuchâtel. L’année suivante, il est nommé membre de l’Académie des sciences de Berlin. En 1810, il devient le premier titulaire de la chaire de mathématiques de l’Université Humboldt de Berlin. La même année, il est nommé secrétaire de la classe de mathématiques de l’Académie des sciences de Berlin,.
Tralles entretient une importante correspondance avec Friedrich Wilhelm Bessel et soutient sa nomination à l'Université de Königsberg.
En 1820, Tralles est également membre honoraire de la société de mathématiques de sa ville natale, Hambourg.
En 1822, Tralles se rend à Londres pour acquérir un gravimètre à pendule, car la gravimétrie prend, à l’époque, un important essor en géodésie. Durant son séjour à Londres, Tralles est soudainement frappé par la maladie et décède dans la nuit du 18 au 19 novembre 1822.
Tralles est considéré comme l’inventeur de l’alcoomètre qui porte son nom. En 1935, l’Union astronomique internationale donne son nom à un cratère lunaire. On lui attribue également la découverte de C/1819 N1, la grande comète de 1819.